# Benjamin Savšek
Benjamin Savšek (* 24. března 1987 Lublaň) je slovinský vodní slalomář, který dosáhl největších úspěchů v kategorii C 1 (singl kanoe). Stal se v ní olympijským vítězem na hrách v Tokiu 2020, mistrem světa v roce 2017 a třikrát mistrem Evropy (2015, 2019, 2020).